# 童綜合醫院
童綜合醫療社團法人童綜合醫院是臺中市海線的大型區域教學綜合醫院，1971年於臺中沙鹿成立。屬清水次醫療區域（含清水、梧棲、 沙鹿、龍井、大肚），梧棲區、沙鹿區各有一院區。

## 歷史

### 沿革
- 1971年10月24日，創辦人童瑞欽於臺中縣沙鹿鎮（臺中市沙鹿區）成功西街設立「沙鹿童醫院」。
- 1976年，更名為「沙鹿童綜合醫院」。
- 1980年，獲核定為公務人員保險指定醫院。
- 1983年，獲教育部、行政院衛生署（今衛生福利部）評鑑為「準三級教學醫院」。
- 1984年，獲教育部、行政院衛生署評鑑為「三級教學醫院」。
- 1988年，獲行政院衛生署及教育部評鑑為「準區域教學醫院」。
- 1991年，獲行政院衛生署及教育部評鑑為「區域教學醫院」。
- 1994年，臺中縣衛生局核准成立護理之家。
- 1996年，成立「財團法人童傳盛文教基金會」，設立清寒獎學金。
- 1997年，梧棲新院區動工典禮。與東勢區農會附設農民醫院醫療合作。
- 2001年，梧棲院區落成啟用，並更名為「童綜合醫院」；沙鹿童綜合醫院梧棲分院改為童綜合醫院梧棲院區、沙鹿童綜合醫院沙鹿分院改為童綜合醫院沙鹿院區。
- 2006年，醫院評鑑榮獲「優等醫院」。
- 2007年，改制醫療社團法人的區域教學醫院，正式名稱為「童綜合醫療社團法人童綜合醫院」。
- 2008年，通過JCI國際醫療評鑑認證。
- 2009年，行政院衛生署評定通過「新制教學醫院」。
- 2010年，新制醫院評鑑榮獲「特優醫院」。通過衛生署「緊急醫療能力」評鑑重度級。縣市合併，改隸屬台中市。
- 2011年，完成第35例腎臟移植手術。
- 2012年，再次通過JCI國際醫療評鑑認證。配合台中市政府將原「中正路、台中港路、中棲路」三條幹道整併，住址由「中棲路一段699號」改為「臺灣大道八段699號」。
- 2025年3月，規劃於苗栗縣通霄鎮白沙屯地區（鄰近省道台1線與台61線交會處）興建「白沙屯童醫院-媽祖醫院」。

### 醫療發展
- 1971年，創立沙鹿童醫院，住院床數15床。
- 1972年，住院病床新增至30床。
- 1976年，沙鹿童綜合醫院A棟醫療大樓落成啟用，新增至100張病床，同年新設「神經外科」。
- 1978年，設置加護病床4床。
- 1980年，獲核定為公保指定醫院，設立洗腎室。
- 1983年，沙鹿童綜合醫院Ｂ棟醫療大樓落成啟用。
- 1983年，加護病床增至12床。
- 1985年，獲准引進電腦斷層掃描儀（CT），加護病床增至18床。
- 1986年，啟用第三棟C棟醫院大樓。
- 1987年，加護病床增至35床。
- 1988年，成立了全國第一間加護病房家屬休息室。
- 1989年，加護病床增至49床。
- 1992年，獲得行政院衛生署醫療發展基金核准貸款補助，籌設新院區。成立不孕症暨生殖內分泌中心。
- 1994年，成立台中縣第一家合法立案之護理之家，床數70床。
- 1997年，梧棲新院區舉行動土儀式。
- 1998年，與東勢鎮農會附設農民醫院簽訂醫療合作計畫。
- 2001年，搬遷至梧棲院區。
- 2002年，完成台中縣首例「心臟不停跳」開心手術。與國軍澎湖醫院簽立醫療合作契約，透過直昇機後送離島急重症患者返台就醫。
- 2003年，腦中風中心成立。完成台中縣首例「最新科技免開刀心臟修補術」。
- 2004年，完成第一例肝臟和腎臟的移植手術。成功完成中部區域醫院首例腎臟移植手術。
- 2005年，接辦台中縣政府東勢德水園身心障礙教養院。由蔡裕銓醫師成立台中海線地區唯一燒傷中心。實施「外傷登錄」 建立外傷資料庫。
- 2006年，率先響應政府政策，開辦美沙冬替代療法服務。與中興航空合作，提供中部地區「以醫院為基地的直升機緊急醫療救護服務」。中醫看診服務遷移至沙鹿院區。
- 2007年，盧立華醫師開始「國際醫療轉送服務」（協助病患進行跨國轉送之特殊醫療服務項目），當年首次將台商由泰國以「國際醫療轉送」民航機架設醫療擔架方式送回台灣接受治療。
- 2008年，成立外傷科，並設置外傷小組。由遲景上醫師成立「兒童發展聯合門診」，服務發展遲緩兒童。通過 Joint Commission International （JCI）評鑑，成為全球第 102 家獲得通過評鑑的醫院。同年成立「健康教育中心」。
- 2009年，成立「健康管理中心」整合「高級健康檢查中心」、「國際美容醫學中心」、「高階醫學影像健康檢查中心」。冠心症中心成立。癌症中心成立並通過國健局「癌症診療品質認證B級」。同年「國際醫療轉送服務」榮獲國家生技醫療產業策進會國家品質標章（SNQ）和國家生技醫療品質獎。
- 2010年，獲行政院衛生署「緊急醫療能力分級」評定通過為全國僅四家之「重度級」醫院。[1]成立「微創中心」整合各外科微創手術，提供民眾咨詢。經行政院衛生署評定為新制醫院評鑑「特優醫院」。
- 2011年，童綜合醫院診療科別共二十四科，總病床數1418床（有100床加護病床及10床燒傷病床），員工總數超過2000人。成功完成35例腎臟及6例肝臟移植手術。「健康教育中心」7月榮獲糖尿病衛教學會首獎「中華民國糖尿病衛教學會林瑞祥教授衛教團隊傑出獎」。暫停中醫醫療服務。
- 2012年，與財團法人彰化基督教醫院簽訂「醫療聯盟合作」、「國際醫療暨海外醫療轉送聯盟」、「推動福爾摩沙直升機醫療救護聯盟」。
- 2013年，童綜合醫院與漢翔航空工業股份有限公司於台北世界貿易中心簽訂「緊急醫療專機長期運送合約」。再度獲行政院衛生署「緊急醫療能力分級」評定通過「重度級」醫院。衛生署國民健康局「癌症診療品質認證」通過[2]。引進全球最先進的微創手術系統-達文西機器手臂系統。新增中醫醫療服務。
- 2014年，配合衛生福利部修訂「醫療機構設置標準」，將燒傷中心10床升級至燒傷加護病房10床。依「醫療機構電子病歷製作及管理辦法」申請通過以電子病歷方式製作病歷。
- 2014年，通過衛生福利部「103 年度特殊或策略性醫療產業品牌計畫」 補助計劃設立品牌海外服務轉介平台。童綜合醫院設立自創品牌－國際醫療轉送「FORMOSA SOS」並於臺北國際會議中心舉辦品牌發表記者會。
- 2014年，11月1日陳雅怡醫師成立「口腔醫學部」新增更優質看診環境，與原有牙科一起提供醫療服務。
- 2015年，12月23日獲衛福部緊急醫療救護貢獻獎及八仙事件有功人員表揚（醫師：整形外科蔡裕銓、陳世宜、唐仲奇；急診醫學科盧立華；護理人員：江娟華（護理師）、楊芷青（護理師）、莊佳芬（專科護理師）；醫事人員：洪宜君（藥師）、張容維（藥師）、李沛融（營養師）。
- 2015年，12月29日獲衛福部核定為活體肝臟摘取、移植手術施行醫院、一般外科薛冠群醫師取得活體肝臟摘取、移植手術施行醫師。

### 醫療事件
- 2005年，臺北市立仁愛醫院（今臺北市立聯合醫院仁愛院區）轉送被父親施暴後腦傷的邱小妹至童綜合醫院，在台灣引發醫療人球新聞事件「邱小妹事件」。
- 2018年，漢光演習，跳傘發生意外的傘兵秦良丰從130層樓高的高空墜落，童綜合醫院的急診醫師鄭閔瑋駐點前往搶救後恢復心跳呼吸送往醫院，2019.03出院持續復健中。

## 歷任正副院長
第1任
- 院長-童瑞欽：1971年－2001年
  - 副院長-童瑞年
  - 副院長-陳學明
  - 副院長-張子明：1999.09－2001.06

第2任
- 院長-童瑞年：2001.06－2011.07.01
  - 醫療副院長-張子明
  - 醫療副院長-陳學明：2001.06－2009.02
  - 醫療副院長-陳穎從：2008.02－2011.06
  - 教學副院長-遲景上：2007.06－2011.06
  - 行政副院長-童瑞龍

第3任
- 院長-陳穎從：2011.07.01－2013.03
  - 醫療副院長-張子明
  - 醫療副院長-許弘毅
  - 教學副院長-遲景上
  - 行政副院長-童瑞文

第4任
- 院長-張子明：2013.03－2017.12
  - 醫療副院長-廖文進：2013.06－
  - 醫療副院長-許弘毅
  - 教學副院長-遲景上
  - 行政副院長-童瑞文：2013.03－2014.04
  - 行政副院長-陳明哲：2014.04－
  - 營運副院長-顏振榮：2015.06－

第5任
- 院長-李三剛：2017.12－2020.01
  - 醫療發展長-張子明
  - 執行副院長-童敏哲：2017.12－2020.01
  - 醫療副院長-廖文進：2013.06－2018.7
  - 醫療副院長-許弘毅
  - 醫療副院長-吳肇鑫
  - 教學副院長-遲景上
  - 研發副院長-歐宴泉
  - 國際醫療副院長-徐少克
  - 頭頸部整合醫學副院長-朱繡棟

第6任
- 院長-童敏哲：2020.2.7－

## 醫院特色
1. 2008年通國際JCI評鑑認證。
2. 2009年國家生技醫療產業策進會國家品質標章認證。
3. 2010年行政院衛生署緊急醫療能力評定為「重度級」醫院，在臺灣僅有四所。
4. 2010年行政院衛生署評定「特優」醫院。

- 視野絕佳的健檢空間，置身其間，輕鬆自在，身心倍覺舒暢。
- 寬敞人性化的獨立受檢空間、專屬安全資訊系統。
- 全方位健檢－各項最新式醫療儀器、量身訂製健檢方案。
- 效率、高品質－優質、信任、受肯定，是許多公司團體指定健檢中心。

## 看診介紹
掛號：
- 人工掛號專線：04-26581515
- 語音掛號專線：04-26582345
- 網路掛號：http://rg.sltung.com.tw/ （页面存档备份，存于）
- 門診時刻表：http://www.sltung.com.tw/OPD/division.html （页面存档备份，存于）

## 院區介紹
梧棲院區
- 臺中市梧棲區臺灣大道八段699號
- 總機：04-26581919
- 急救專線：0800-557-995（我梧棲救救我）、0800-557-119（我梧棲119）
- 醫療服務：門診、住院服務、24小時急診、神經外科加護病房、內外科加護病房、心臟加護病房、新生兒中重度加護病房、燒傷加護病房、洗腎

沙鹿院區
- 臺中市沙鹿區成功西街8號
- 總機：04-26626161
- 醫療服務：內科、心身科、中醫科、復健科、慢性病房、日間照護中心、洗腎

## 關係組織
- 童綜合醫療社團法人附設居家護理所
- 東勢區農會附設農民醫院：為地區醫院（委託經營）
- 臺中市立立德水園身心障礙教養院（委託經營）
- 童傳盛文教基金會

## 外部連結
- 童綜合醫院 （页面存档备份，存于）
- 童綜合醫療社團法人童綜合醫院沙鹿院區 （页面存档备份，存于）
- 童綜合醫療社團法人附設護理之家
- 東勢區農會附設農民醫院 （页面存档备份，存于）
- 雄獅醫療—童綜合醫院（台灣合作醫院） （页面存档备份，存于）
- 童綜合醫院官網－歷史沿革
- 童綜合醫院四十週年回顧. 台中市: 童綜合醫院. 2004 [2004-3] （中文（台灣））.
- 劉峰松. . 台中市: 童綜合醫療社團法人童綜合醫院. 民101.3. ISBN 978-986-85708-1-8 （中文（臺灣））.